# Jan Wawrzyńczyk
Jan Wawrzyńczyk (ur. 7 grudnia 1944 w Pudzikowie, zm. 7 listopada 2021) – polski językoznawca, rusycysta i polonista, profesor zwyczajny Uniwersytetu Warszawskiego.

## Życiorys
Studia ukończył na Uniwersytecie Moskiewskim, doktorat uzyskał na Uniwersytecie Łódzkim, habilitację – na Uniwersytecie Warszawskim, tytuł naukowy profesora otrzymał w 1993. Odbył staże naukowe: w Rosji (b. ZSRR), USA i RFN.
Był członkiem Akademickiego Klubu Obywatelskiego im. Prezydenta Lecha Kaczyńskiego w Poznaniu.

## Zainteresowania naukowe
- leksykologia i semantyka,
- leksykografia jedno- i dwujęzyczna,
- rosyjsko-polskie językoznawstwo konfrontatywne,
- chronologizacja słownictwa polskiego schyłku XVIII–pocz. XXI w.,
- bibliometria

## Publikacje
- Problemy relatywizacji zaimkowej w ruszczyźnie literackiej XIX–XX wieku, Bydgoszcz 1979.
- Gramatyka opisowa współczesnego języka rosyjskiego, pod red. Alberta Bartoszewicza i Jana Wawrzyńczyka. T. 1–4, Warszawa 1986–1987.
- Rosyjsko-polskie i polsko-rosyjskie językoznawstwo konfrontatywne. Przegląd bibliograficzny 1945–1985, Warszawa 1987.
- Nad słownikiem języka polskiego 1958–1969, Toruń 1989.
- Mały słownik terminologiczny folkloru i literatury staroruskiej (współautor Eliza Małek), Łódź 1991.
- Chronologizacja słownictwa nowopolskiego. W poszukiwaniu źródeł dokumentacyjnych neologizmów powojennych, Toruń 1992.
- Polszczyzna, jaką znamy. Nowa sonda słownikowa (współautor Andrzej Bogusławski), Warszawa 1993.
- Przewodnik bibliograficzno-leksykalny po współczesnym językoznawstwie rosyjskim, Toruń 1994.
- Mały słownik terminologiczny literatury, folkloru i kultury staroruskiej (współautorka Eliza Małek), wyd. II popraw. i uzup., Łódź 1995.
- Rosyjsko-polski słownik wyrazów i zwrotów trudnych, Warszawa 1996 (2000).
- Rosyjsko-polskie relacje przekładowe w praktyce leksykograficznej i w dziełach tłumaczy, Warszawa 1997.
- Mały przewodnik leksykalno-bibliograficzny po współczesnym językoznawstwie ogólnym i polonistycznym, Warszawa 1998.
- Materiały do polsko-rosyjskiego słownika terminologicznego wiedzy o literaturze (współautor Eliza Małek), Łódź 1998.
- Polskie informatorium wyrazowe. Nowa lista źródeł, wybór dokumentacji hasłowej, Warszawa 1998.
- Nowe słownictwo polskie. Fikcje i fakty, Warszawa 1999.
- Mały słownik bibliograficzny językoznawstwa ogólnego i polonistycznego, Warszawa 2000.
- Teoretyczne i praktyczne aspekty przekładu rosyjsko-polskiego. T. 1: A–M, Łódź 2000, t. 2: N–Ja, Łódź 2001.
- Słownik bibliograficzny języka polskiego. Wersja przed-elektroniczna. T. 1–10, Warszawa 2000-2012.
- Kultura rosyjska: postacie, wydarzenia, symbole, daty (współautor Eliza Małek), Warszawa 2001.
- Słownik bibliograficzny językoznawstwa ogólnego i polonistycznego, Warszawa 2001.
- Współczesne językoznawstwo rosyjskie – polskie – ogólne. Słownik bibliograficzny, z. 1–2, Łódź–Warszawa 2002.
- Wielki słownik rosyjsko-polski z kluczem polsko-rosyjskim (współautor i redaktor naczelny), Warszawa 2004.
- Wielki słownik polsko-rosyjski (współautor i redaktor naczelny), Warszawa 2005.
- Słownik bibliograficzny językoznawstwa ogólnego i polonistycznego, Warszawa 2005.
- O języku polskim i rosyjskim. Studia i szkice, Łask 2006.
- Mały grafoidiomatykon rosyjsko-polski, Warszawa 2008.
- Autosuplement do Słownika warszawskiego Poznań 2009.
- Entia lexicographica polono-russica abscondita, Łódź 2010.
- Inny „Doroszewski”, Łask 2010.
- Podręczny słownik poprawnej polszczyzny Trzeciej RP, Warszawa 2010.
- Mały słownik bibliograficzny języka rosyjskiego (współautor Eliza Małek). T. 1–2, Warszawa 2010–2012.
- W poszukiwaniu nowego słownictwa polskiego. Materiały z prasy lat 1982–1984, Kraków 2011.
- Słownictwo nowopolskie. Redatacje, Warszawa 2011.
- Depozytorium leksykalne języka polskiego. Nowe fotomateriały z lat 1901–2010. T. 10, Warszawa 2012.
- Kleines bibliographisches Wörterbuch der englischen Sprache, Kielce 2012.